# Домінік Такач
Домінік Такач (словац. Dominik Takáč, нар. 21 січня 1999, Ґаланта) — словацький футболіст, воротар клубу «Спартак» (Трнава).
Виступав, зокрема, за клуб «Спартак» (Трнава), а також юнацьку збірну Словаччини.
Чемпіон Словаччини. Дворазовий володар Кубка Словаччини.

## Клубна кар'єра
Народився 21 січня 1999 року в місті Ґаланта.
У дорослому футболі дебютував 2017 року виступами за команду «Спартак» (Трнава), в якій провів чотири сезони, взявши участь у 10 матчах чемпіонату.
Протягом 2021 року захищав кольори клубу «Петржалка», після чого знову повернувся до «Спартака».

## Виступи за збірну
У 2017 році дебютував у складі юнацької збірної Словаччини (U-18), загалом на юнацькому рівні взяв участь у 4 іграх.

## Статистика виступів

### Статистика клубних виступів
| Сезон             | Команда            | Чемпіонат         | Чемпіонат | Чемпіонат | Національний кубок | Національний кубок | Національний кубок | Континентальні кубки | Континентальні кубки | Континентальні кубки | Інші змагання | Інші змагання | Інші змагання | Усього | Усього |
| Сезон             | Команда            | Ліга              | Ігор      | Голів     | Ліга               | Ігор               | Голів              | Ліга                 | Ігор                 | Голів                | Ліга          | Ігор          | Голів         | Ігор   | Голів  |
| ----------------- | ------------------ | ----------------- | --------- | --------- | ------------------ | ------------------ | ------------------ | -------------------- | -------------------- | -------------------- | ------------- | ------------- | ------------- | ------ | ------ |
| 2018–19           | «Спартак» (Трнава) | ЧС                | 1         | 0         | КС                 | 0                  | 0                  |                      | -                    | -                    |               | -             | -             | 1      | 0      |
| 2019–20           | «Спартак» (Трнава) | ЧС                | 2         | 0         | КС                 | 0                  | 0                  |                      | -                    | -                    |               | -             | -             | 2      | 0      |
| 2020–21           | «Спартак» (Трнава) | ЧС                | 7         | 0         | КС                 | 1                  | 0                  |                      | -                    | -                    |               | -             | -             | 8      | 0      |
| 2021–22           | «Спартак» (Трнава) | ЧС                | 15        | 0         | КС                 | 1                  | 0                  | ЛК                   | 6                    | 0                    |               | -             | -             | 22     | 0      |
| Усього за кар'єру | Усього за кар'єру  | Усього за кар'єру | 25        | 0         |                    | 2                  | 0                  |                      | 6                    | 0                    |               | -             | -             | 33     | 0      |

## Титули і досягнення
- Чемпіон Словаччини (1):

«Слован»: 2024-25
- Володар Кубка Словаччини (2):

«Спартак» (Трнава): 2021-22, 2022-23